# غود تلخدان زيلائي (زيلايي)
غود تلخدان زیلائي (بالفارسية: گودتلخدان زیلائی) هي قرية تقع في إيران في قسم زیلایی الريفي. يقدر عدد سكانها بـ 231 نسمة .